# Miguel Obando Bravo
Miguel Obando Bravo, S.D.B. (La Libertad, 2. veljače 1926. - Managua, 3. lipnja 2018.), bio je nikaragvanski katolički kardinal i nadbiskup emeritus Manague.

## Životopis
Obando je rođen u La Libertadu, 2. veljače 1926. Za svećenika je zaređen 10. kolovoza 1958. Za svoje geslo uzeo je citat iz Prve poslanice Korinćanima - Svima bijah sve (lat. Omnibus omnia factus). Naslovnim biskupom Puzia di Bizacena i pomoćnim biskupom Matagalpe je imenovan 18. siječnja 1968. Na ta mjesta je posvećen 31. ožujka 1968. godine. Za predsjednika Biskupske konferencije Nikaragve izabran je dva puta (1971. – 1974.) i (1979. – 1983.). 
25. svibnja 1985. postao je kardinal-svećenik bazilike S. Giovanni Evangelista Spinaceto. Sudjelovao je na konklavi 2005. na kojoj je za papu izabran Joseph Ratzinger. Godine 2006. izgubio je pravo na sudjelovanje u konklavama zbog navršenih 80 godina starosti.
Bavio se aktivnostima vezanih oko ljudskih prava tijekom diktature obitelji Somoza i kasnijeg sandinističkog režima. Zbog svoga djelovanja dobio je brojne nagrade i odlikovanja.
Umro je u Managui, 3. lipnja 2018.

## Vanjske poveznice
- (engl.) Počasni doktorati, Sveučilište Francisco Marroquín  Arhivirana inačica izvorne stranice od 1. svibnja 2011. (Wayback Machine)